# Donzy-le-National
Donzy-le-National is een plaats en voormalige gemeente in het Franse departement Saône-et-Loire in de regio Bourgogne-Franche-Comté en telt 195 inwoners (1999). De plaats maakt deel uit van het arrondissement Mâcon.

## Geschiedenis
Donzy-le-National fuseerde op 1 januari 2017 met Massy, La Vineuse en Vitry-lès-Cluny tot de commune nouvelle La Vineuse sur Fregande.

## Geografie
De oppervlakte van Donzy-le-National bedraagt 10,4 km², de bevolkingsdichtheid is 18,7 inwoners per km².
De onderstaande kaart toont de ligging van Donzy-le-National met de belangrijkste infrastructuur en aangrenzende gemeenten.

## Demografie
Onderstaande figuur toont het verloop van het inwonertal (bron: INSEE-tellingen).